# Pterolophia ochreosignata
Pterolophia ochreosignata là một loài bọ cánh cứng trong họ Cerambycidae.